# Exalloniscus brincki
Exalloniscus brincki là một loài chân đều trong họ Oniscidae. Loài này được Manicastri & Argano miêu tả khoa học năm 1986.